# Yosuke Sakamoto
Yosuke Sakamoto (Kyoto, 12 januari 1974) is een voormalig Japans voetballer.

## Carrière
Yosuke Sakamoto speelde in 1996 voor Kyoto Purple Sanga.